# Gisela Fischer
Gisela Fischer (Berlino, 21 aprile 1929 – Zurigo, 19 giugno 2014) è stata un'attrice tedesca.
La sua carriera di attrice si è svolta tra il 1956 ed il 1987, con numerose apparizioni e ruoli in film e serie TV.

## Biografia

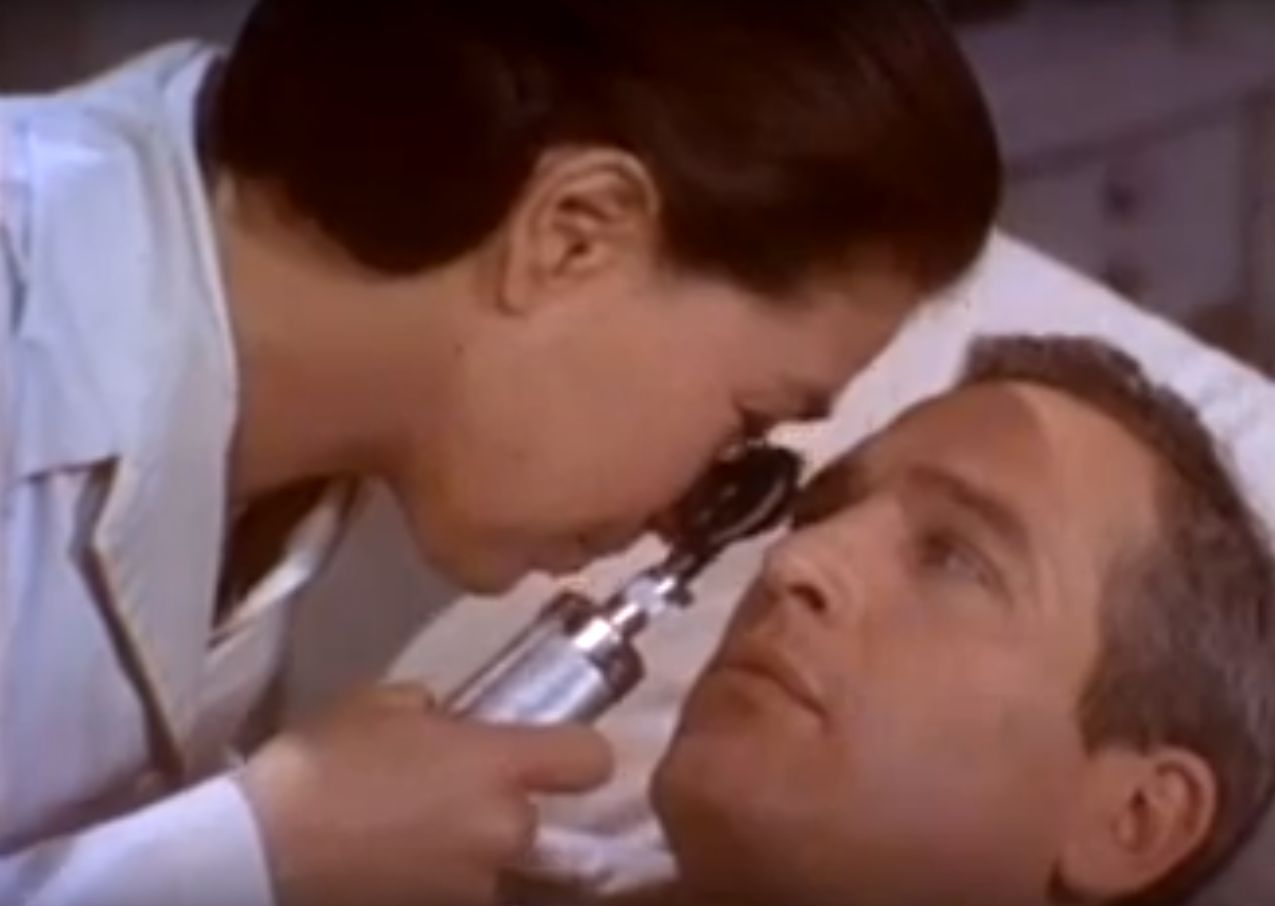
Gisela Fischer e Paul Newman in Il sipario strappato (1966)

Figlia dell'editore Gottfried Bermann e di Brigitte Fischer, il cui padre era l'editore Samuel Fischer.
Frequentò il Sarah Lawrence College negli Stati Uniti.

## Filmografia parziale
- Asfalto nero (Schwarzer Kies), regia di Helmut Käutner (1961)
- I piaceri della signora Cheney (Frau Cheneys Ende), regia di Franz Josef Wild (1961)
- Il sipario strappato (Torn Curtain), regia di Alfred Hitchcock (1966)
- Der Kommissar – serie TV, un episodio (1970)
- Gli esperti (Sachverständigen), regia di Norbert Kückelmann (1973)
- L'ispettore Derrick (Derrick) – serie TV, un episodio (1981)